# Julian Aleksandrowicz

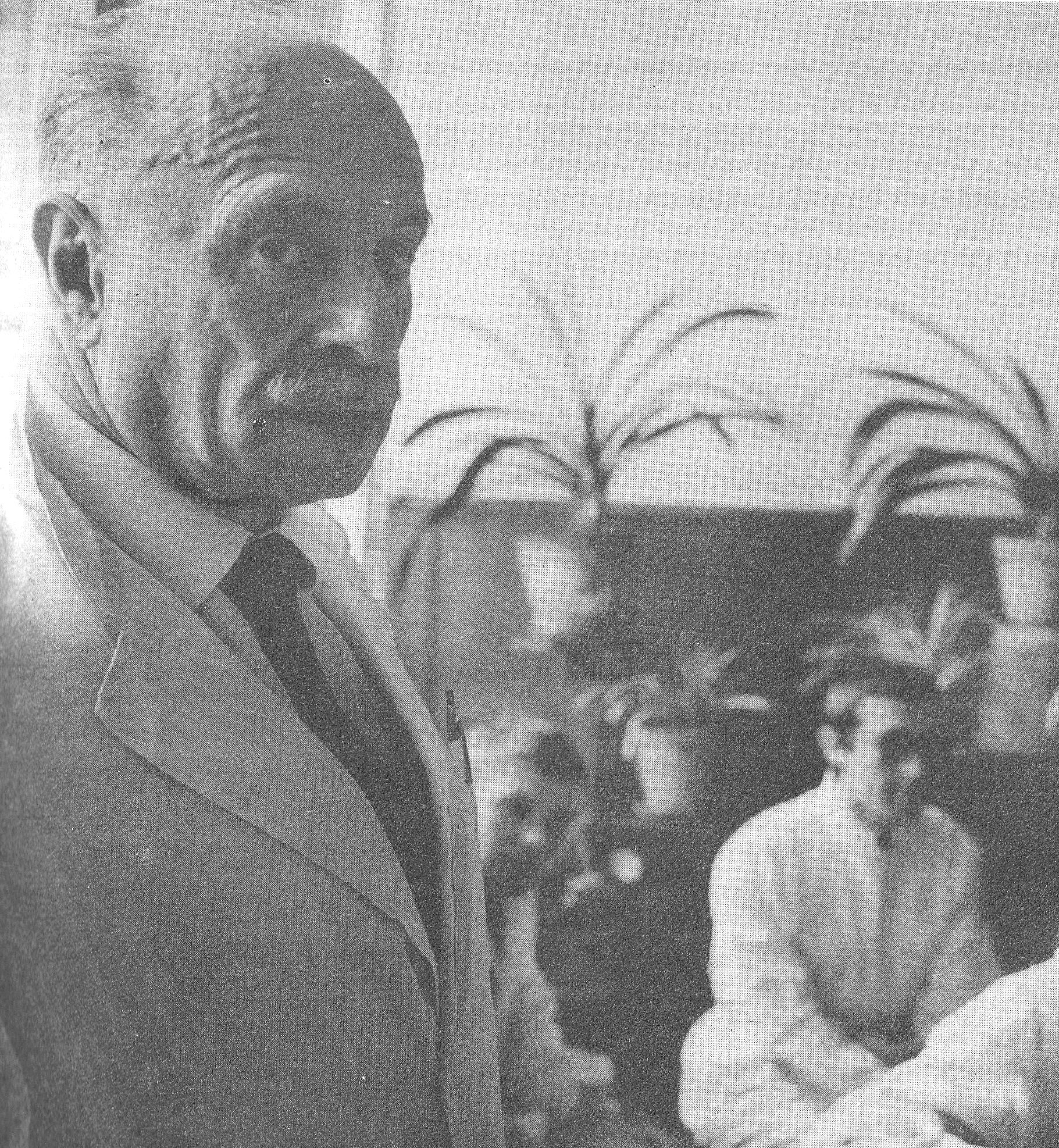
Julian Aleksandrowicz

Julian Aleksandrowicz (sinh năm 1908 tại Kraków – mất năm 1988 Kraków) là chuyên gia y tế người Ba Lan, giáo sư y khoa và chuyên gia nổi tiếng về bệnh lơ xê mi. Ông là người tiên phong phát triển các khái niệm về tâm lý trị liệu toàn diện cho những người bị bệnh rối loạn dạng cơ thể (một bệnh tâm thần), cũng như các phương thức phòng bệnh ung thư và bệnh lơ xê mi.

## Cuộc đời và sự nghiệp
Aleksandrowicz là người gốc Do Thái. Trong thời kỳ Đức xâm lược Ba Lan, ông tham gia chiến đấu trong Trung đoàn bộ binh số 72. Sau đó ông bị bắt giam tại Kraków Ghetto. Trước đó ông đã chôn giấu dữ liệu nghiên cứu của mình và tìm lại các dữ liệu đó sau chiến tranh. Ông đã thành lập bệnh viện khu Do thái. Năm 1943, Aleksandrowicz trốn thoát khỏi khu Do thái và làm bác sĩ quân y, tham gia lực lượng kháng chiến Ba Lan (lực lượng Armia Krajowa) ở vùng Kielce-Radom, lấy biệt danh là Doktor Twardy. Ông lên chức trung đội trưởng. Nhờ những đóng góp trong sự nghiệp kháng chiến, Aleksandrowicz được trao tặng Huân chương Thánh giá Bạc thuộc hệ thống Huân chương quân sự Virtuti Militari.
Ông sống phần lớn cuộc đời mình tại Kraków. Ông là tác giả của nhiều tác phẩm y văn (bao gồm sách giáo trình đầu tiên về ngành huyết học tại Ba Lan), đồng thời là giáo sư (từ năm 1951) và là giám đốc Phòng khám Huyết học nổi tiếng của trường Đại học y khoa Jagiellonia (1950 – 1978).